# Osvald Novák
Osvald Novák (29. července 1912, Konice – 4. července 1971, Praha) byl český římskokatolický kněz a děkan svatovítské kapituly.

## Stručný životopis

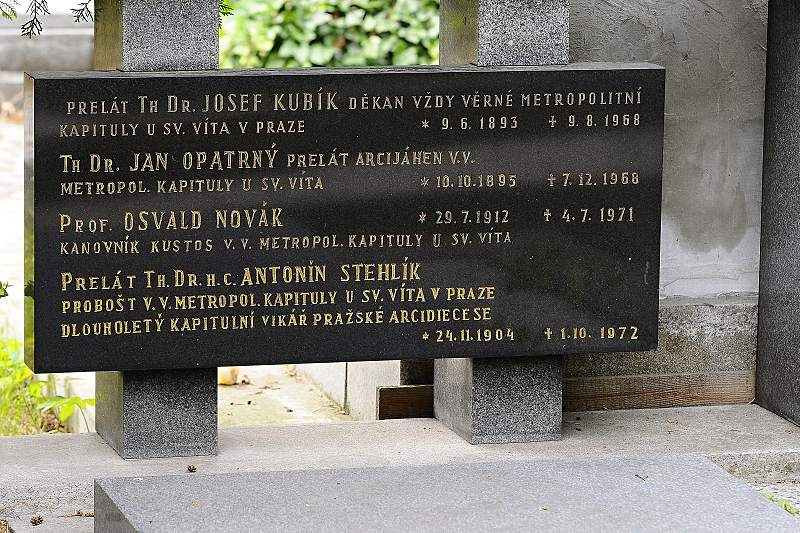
Společný náhrobek

Pocházel z rodiny poštovního zaměstnance. Na kněze byl vysvěcen v roce 1938 v Praze. Od srpna 1938 byl kaplanem kostela sv. Kiliána v Davli. Od 10. prosince 1938 byl farářem  v Praze Jinonicích a od 1. srpna 1941 farářem ve Vraném nad Vltavou. Jeho postoj k fašismu a začlenění do jinonické ilegální skupiny je popsáno dále v samostatné kapitole. V 50. letech dvacátého století byl vězněn ve Valdicích. Členem Sdružení katolických duchovních Pacem in terris. Stal se kanovníkem Metropolitní kapituly u sv. Víta v Praze a také jejím děkanem, zároveň byl duchovním správcem v kostele sv. Josefa na Náměstí Republiky v Praze a zástupcem kardinála Tomáška do roku 1971, kdy zemřel po krátké těžké nemoci v Nemocnici Na Františku. Byl pohřben na Břevnovském hřbitově.

## Jinonická ilegální skupina
Jinonická ilegální odbojová skupina organizace Ústředního vedení odboje domácího (ÚVOD) vznikla již v roce 1939. Jejími zakladateli byli: tehdejší přednosta a inspektor Finančního úřadu potravní daně, jehož jedna z kanceláří byla dislokována v jinonickém akcízu – velitel akcízu Karel Prokop (přezdívka "Strejda") a jeho syn Miroslav Prokop, toho času student obchodní školy, člen Skauta a Sokola.

### Ostatní členové
Jinonická ilegální skupina sestávala z následující osob: Josef Paur, Josef Hanyk, Stanislav Medřík, Antonín Springer, Alois Šimoníček, Alfréd Vít a farář Osvald Novák. Všichni dříve vyjmenovaní (kromě Karla Prokopa a Osvalda Nováka) zahynuli v KT Mauthausen.

### Farář Osvald Novák
V odboji spolupracoval hlavně s Karlem Prokopem a MUC. Václavem Rusým. Byl jediný, kdo zůstal z jinonické odbojové skupiny neprozrazen. V kostelíku, který stával na Prokopské skále ukrývala jinonická odbojová skupina ve spolupráci s Osvaldem Novákem zbraně a munici. Kostelík byl po celý rok zavřený, jen o pouti zde byla sloužena mše. Ve zpovědnici a v sakristii byly ukrývány pušky, pistole a náboje. Kromě součinnosti při skrývání zbraní poskytoval Osvald Novák odboji i čisté formuláře křestních listů a pravděpodobná čísla matriky. (Falešná razítka si pak nechávali odbojáři dělat u firmy Červenka.)
Na jinonickou ilegální skupinu později navázala skupina Věrný pes.